# Успенская бумажная фабрика
Успе́нская писчебума́жная фа́брика — крупнейшее предприятие в регионе и единственная писчебумажная фабрика Сибири в XX веке.
Располагалась в селе Успенском Чернышевской волости Тюменского уезда Тобольской губернии (позднее посёлок Заводоуспенское Тугулымского района Свердловской области). В 1884 году потомственный почётный гражданин купец I гильдии А. И. Щербаков приобрёл с торгов Успенский казённый винокуренный завод за 15000 рублей. 15 августа 1886 года государь Император Александр III Высочайше соизволил учредить товарищество на паях под названием «Сибирское фабрично-торговое товарищество А. Щербаков и Ко». Началось переоборудование завода. В 1887 году начались первые действия на фабрике. В 1889 году была выпущена первая продукция. В 1899 году производство на фабрике было остановлено. Кредиторы не возвращали свои долги, а местная администрации постоянно вставляла «палки в колёса». Собрание товарищества постановило ликвидировать писчебумажное дело. Потомственный почётный гражданин А. И. Щербаков был признан банкротом. Чтобы рассчитаться по долгам, был вынужден продавать своё имущество, прибегнуть к помощи своего брата, а сам перешёл во II гильдию купцов. В 1902 году фабрика была продана великобританскому подданному И. Е. Ятесу за 72000 рублей.
В дореволюционные годы при тарском 1-й гильдии купце А. И. Щербакове и позже, после 1902 года, при Ятесе, фабрика давала до 30-ти сортов разной бумаги — писчей, раскурочной, обёрточной, картузной. Качество бумаги позволило предприятию иметь звание Поставщика Двора Его императорского Величества. Англичанин И. Ф. Ятес имел на Урале пять заводов, которыми управляли его сыновья. С 1922 года фабрика была буквально разграблена, а оборудование вывезено в другие населённые пункты. Восстановление фабрики началось только после 1926 года.
В советское время эта фабрика, единственная на территории СССР, давала два сорта конденсаторной бумаги: «кон-1» и «кон-2», что позволило отказаться от импорта крайне дорогостоящей аналогичной продукции из Финляндии. В 1994 году производство было остановлено.
Посещению Успенского завода посвящён рассказ Мамина-Сибиряка «Последние клейма», где писатель прожил три дня. Вступление и заключение рассказа повествуют о ямщике — одном из последних каторжан. По преданию старожилов села, прототипом героя был бывший крестьянин Рязанской губернии, житель села Заводоуспенское — Калина Каневский. А в эпизоде с откупщиком, названным писателем «П-ский», фигурировал известный коммерсант Поклевский-Козелл, владелец винного завода, основатель железнодорожной станции Поклевское в 5 километрах от Талицы.